# Grabmal Kaiser Friedrichs II.

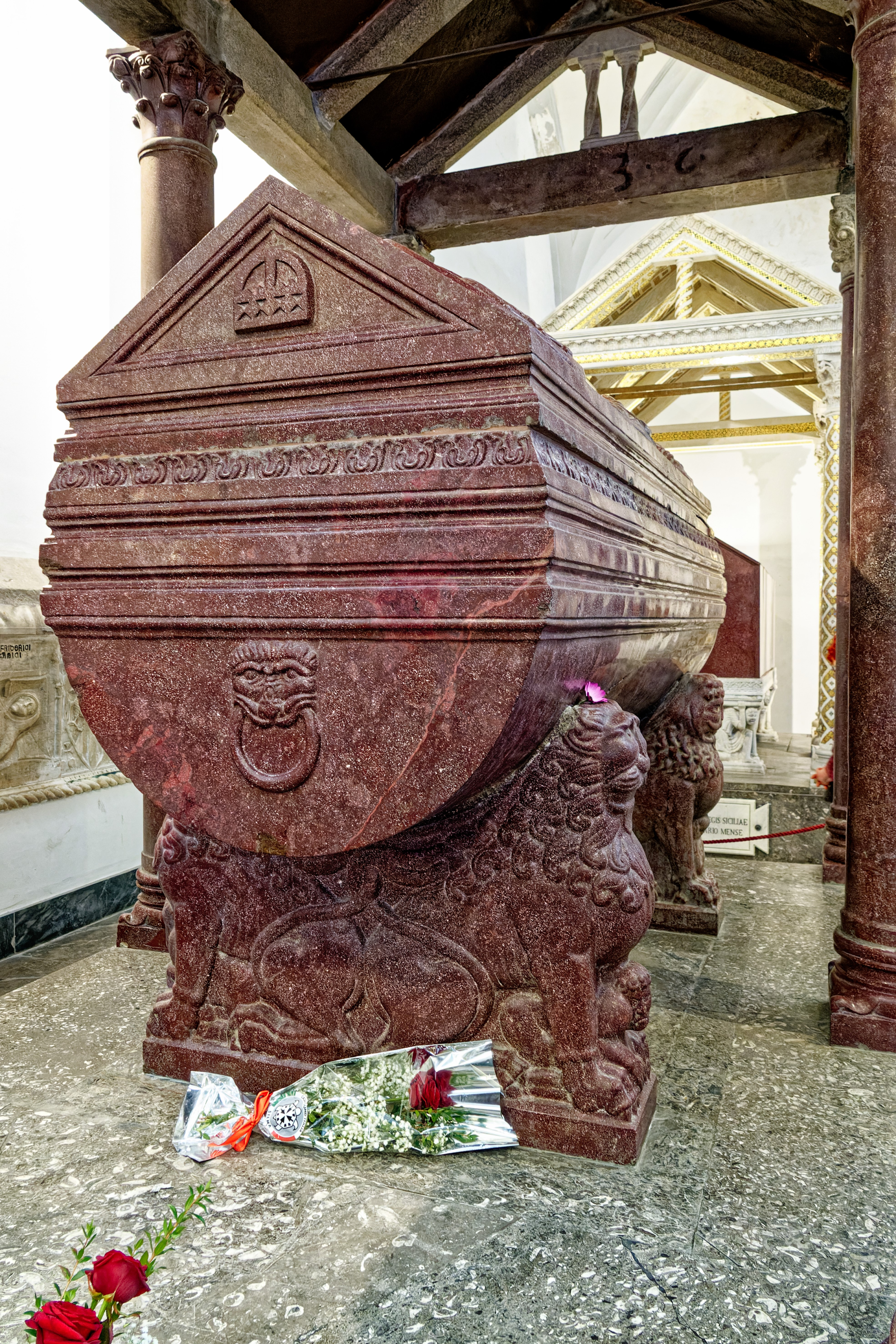
Grabmal Friedrichs II., vorn, dahinter der Sarkophag seines Großvaters Roger II., links der weiße Sarkophag von Wilhelm II. von Sizilien

Das Grabmal Kaiser Friedrichs II. in der Kathedrale von Palermo ist die letzte Ruhestätte für den am 13. Dezember 1250 verstorbenen Staufer Friedrich II., Kaiser des Heiligen Römischen Reichs. Das aus rötlichem Cefalùaner Porphyr gefertigte prunkvolle Muldengrab mit Baldachin war zusammen mit einem weiteren, typgleichen auf Veranlassung seines Großvaters, Roger II. aus dem Geschlecht der Hauteville, für diesen selbst hergestellt worden. Roger II. wurde jedoch entgegen seinem Wunsch nicht in diesem Sarkophag beigesetzt.
Ursprünglich war der Sarkophag im Chorbereich der Kirche Maria Santissima Assunta in Palermo aufgestellt, wurde aber im 18. Jahrhundert in die neu gebaute Seitenkapelle transloziert.
Noch zwei weitere Körper liegen in der Tumba auf dem Leichnam Friedrichs. Es handelt sich offenbar um Peter II. von Sizilien und um eine 18 bis 25 Jahre alte Person, deren Identität bei der eingehenden Untersuchung der Grabstätte 1998 nicht weiter zu bestimmen war, da beide, im Gegensatz zu Friedrichs Leichnam, stark verwest waren. Der Sarkophag war im Zusammenhang mit der Erweiterung der Kathedrale im Jahr 1781 oder 1782 schon einmal geöffnet worden. 1994 fand eine Sondierung statt; die dabei gemachten Aufnahmen unterschieden sich deutlich von den älteren Zeichnungen. Darum entschied man sich wenige Jahre später für eine erneute Öffnung.
Neben der Funktion als Leichenbehältnis besitzt das Grabmal auch einen hohen kulturhistorischen Wert, der sich in zahlreichen Kunstwerken zeigt, denen dieser Sarkophag als Vorbild diente. Vor dem Grabmal legen Einheimische wie Fremde immer wieder frische Blumen ab.

## Historisches Umfeld
Roger II. bestimmte die Kathedrale von Cefalù, die 1131 durch Anaklet II. auf Bitten Rogers II. zum Bistumssitz erhoben worden war, zu seiner Grablege und begünstigte damit das Bistum Cefalù. Hierin spiegelt sich Rogers Wunsch, die nordsizilianische Küste zum Mittelpunkt seines Reiches zu machen. In der Urkunde vom April 1145 für die Kirche von Cefalù verfügte er u. a.:

„Sarcophagos vero duos porphyreticos ad decessus mei signum perpetuum conspicuos in praefata ecclesia stabilimus fore permansuros, in quorum altero iuxta canonicorum psallentium chorum post diei mei obitum conditus requiescam, alterum vero tam ad insignem memoriam mei nominis, quam ad ipsius ecclesiae gloriam stabilimus.“

„Wir bestimmen aber, dass zwei Sarkophage aus Porphyr zum ewigen Zeichen meines Hinscheidens gut sichtbar in der vorgenannten Kirche aufgestellt bleiben sollen, in deren einem, neben dem Singechor der Domherren, ich nach dem Ende meiner Tage begraben ruhen soll, deren anderen wir aber sowohl als besonderes Andenken meines Namens als auch zum Ruhm dieser Kirche selbst bestimmen.“

Die Frage, warum er zwei Särge anfertigen ließ, obwohl er für sein Begräbnis nur einen benötigte, bleibt im Dokument unbeantwortet. Demnach war der zweite Sarkophag nicht für eine konkrete Person bestimmt oder der Stifter wollte sich 1145 dazu noch nicht äußern. Nach Rogers II. Tod in Palermo 1154 wurde er dort bestattet und die beiden Sarkophage in Cefalù blieben ungenutzt. Wohl 1170 verwahrten sich die Kanoniker von Cefalù erfolgreich gegen die Wegführung der Sarkophage, die doch zur Beisetzung Rogers II. und seines Sohnes Wilhelm I. bestimmt seien.

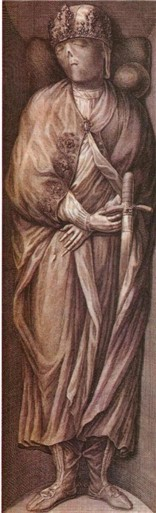
Kupferstich der mumifizierten Leiche Friedrichs II., im Jahr 1784 veröffentlicht

Nach dem Regest einer Urkunde vom September 1215 hatte Friedrich II. die beiden Sarkophage im Jahr 1209 aus der Kirche von Cefalù in die Kirche von Palermo schaffen lassen und zum Ausgleich dem Bistum Cefalù ein Gut geschenkt. Nun ließ er die Gebeine seines Vaters Heinrich VI. in einen der beiden kostbaren Särge legen und bestimmte den anderen für sich selbst. In dem frei gewordenen Sarg Heinrichs VI. wurde jetzt seine Mutter, Konstanze, bestattet und für Roger II. blieben nur Porphyrplatten, die zu einem Sarkophag zusammengebaut wurden. Auf diese Weise erhielt der Auftraggeber bei dieser Rochade der Sarkophage das künstlerisch wertloseste der fünf Modelle.

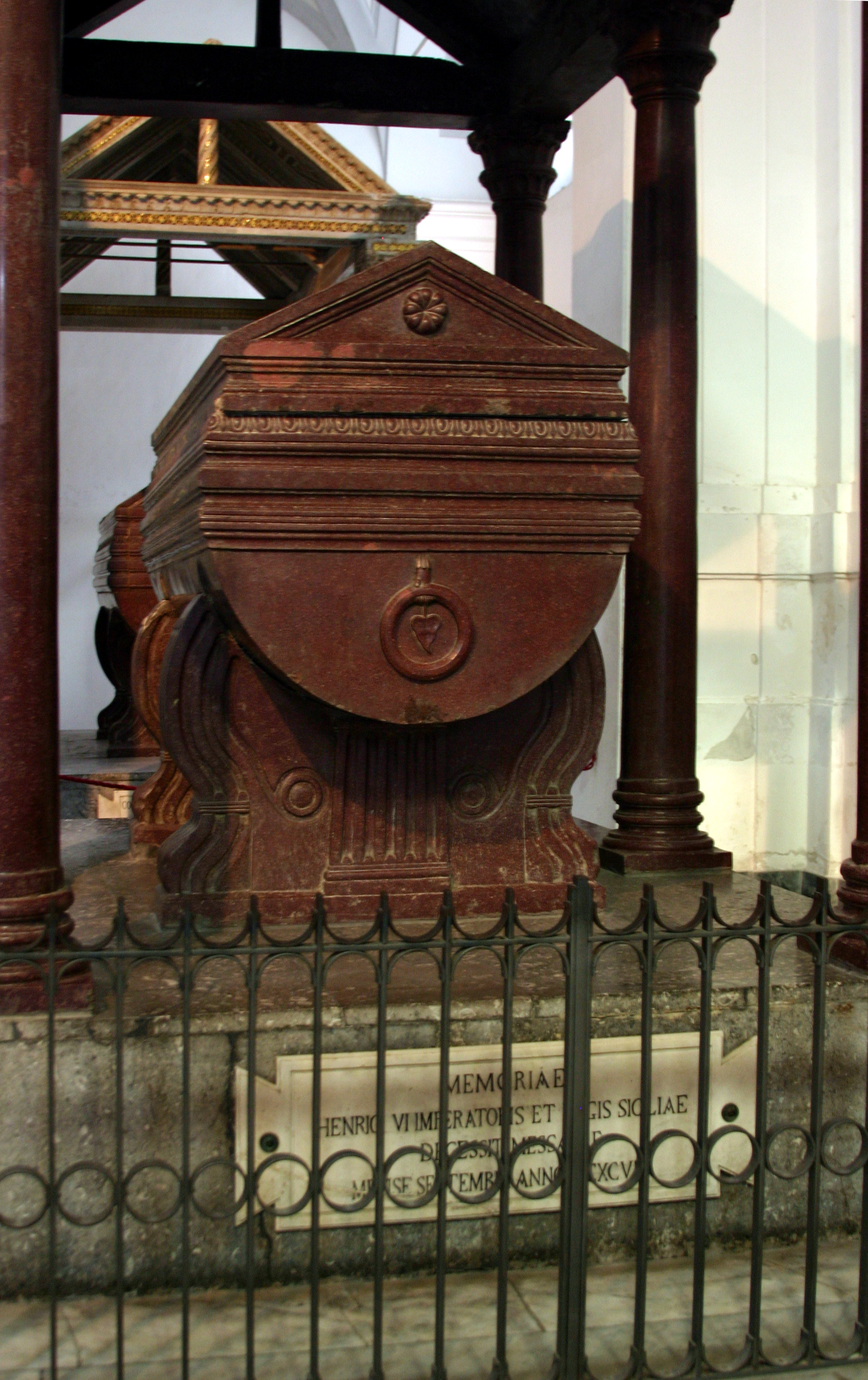
Heinrich VI.
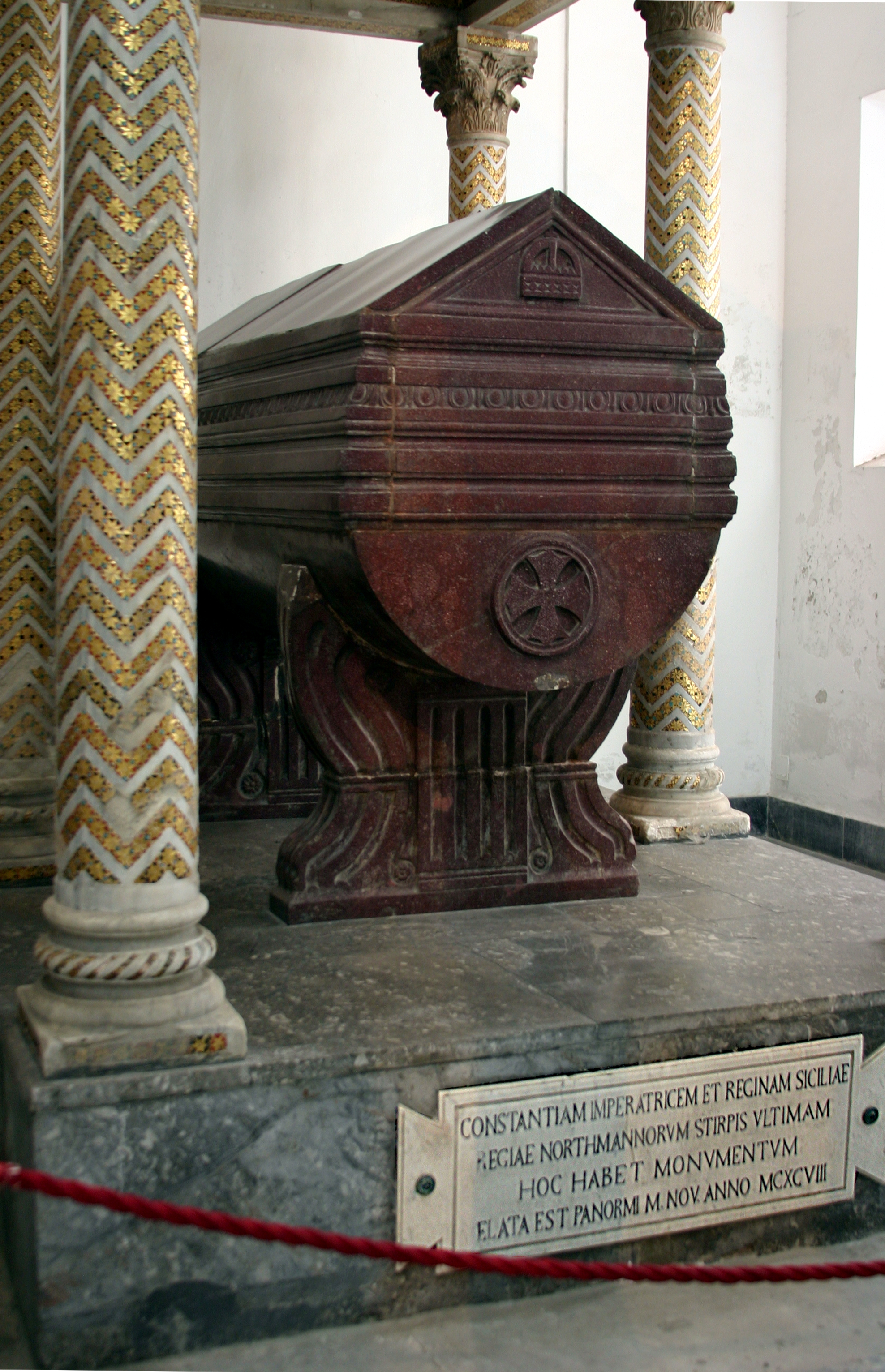
Konstanze I.
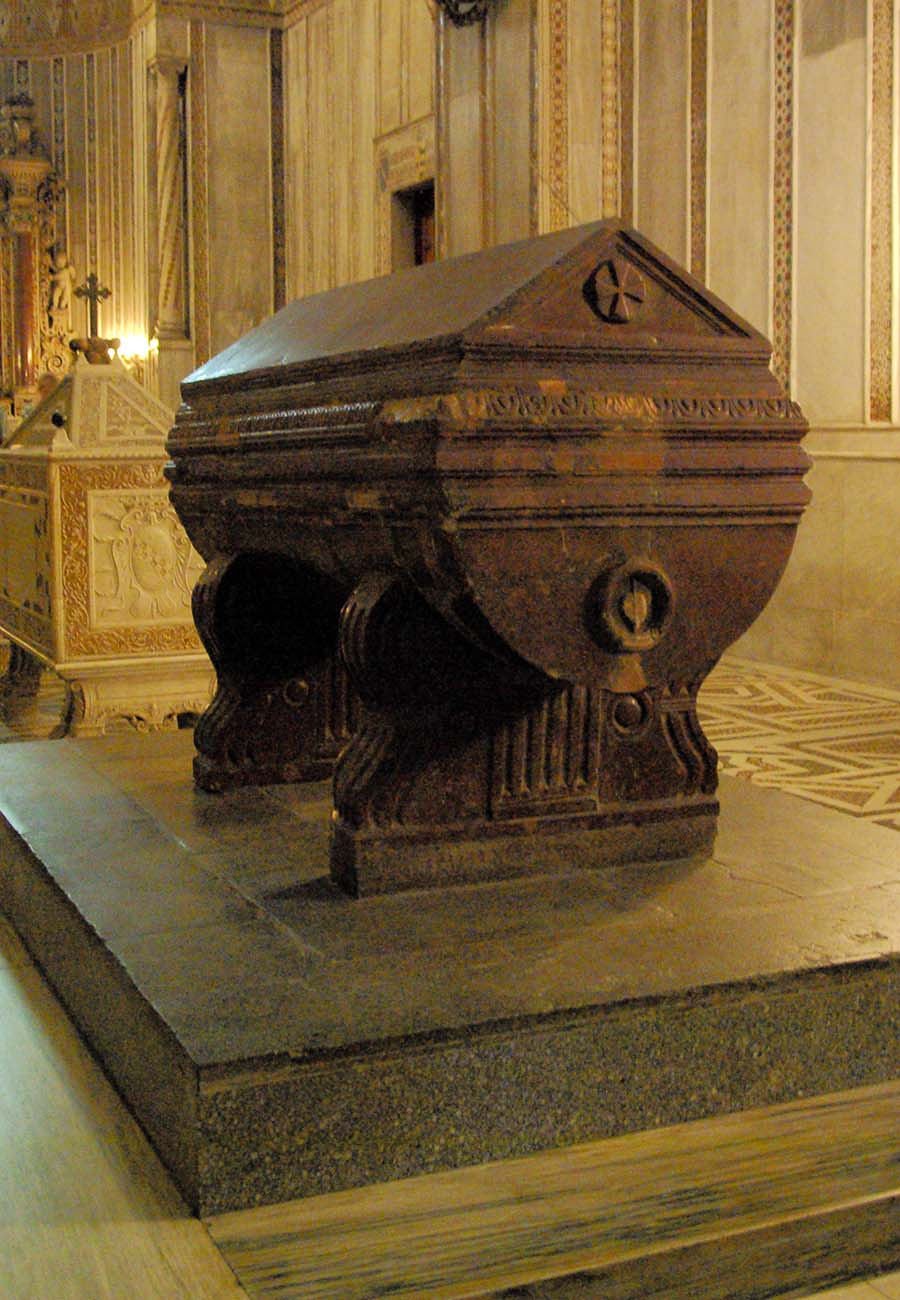
Wilhelm I.
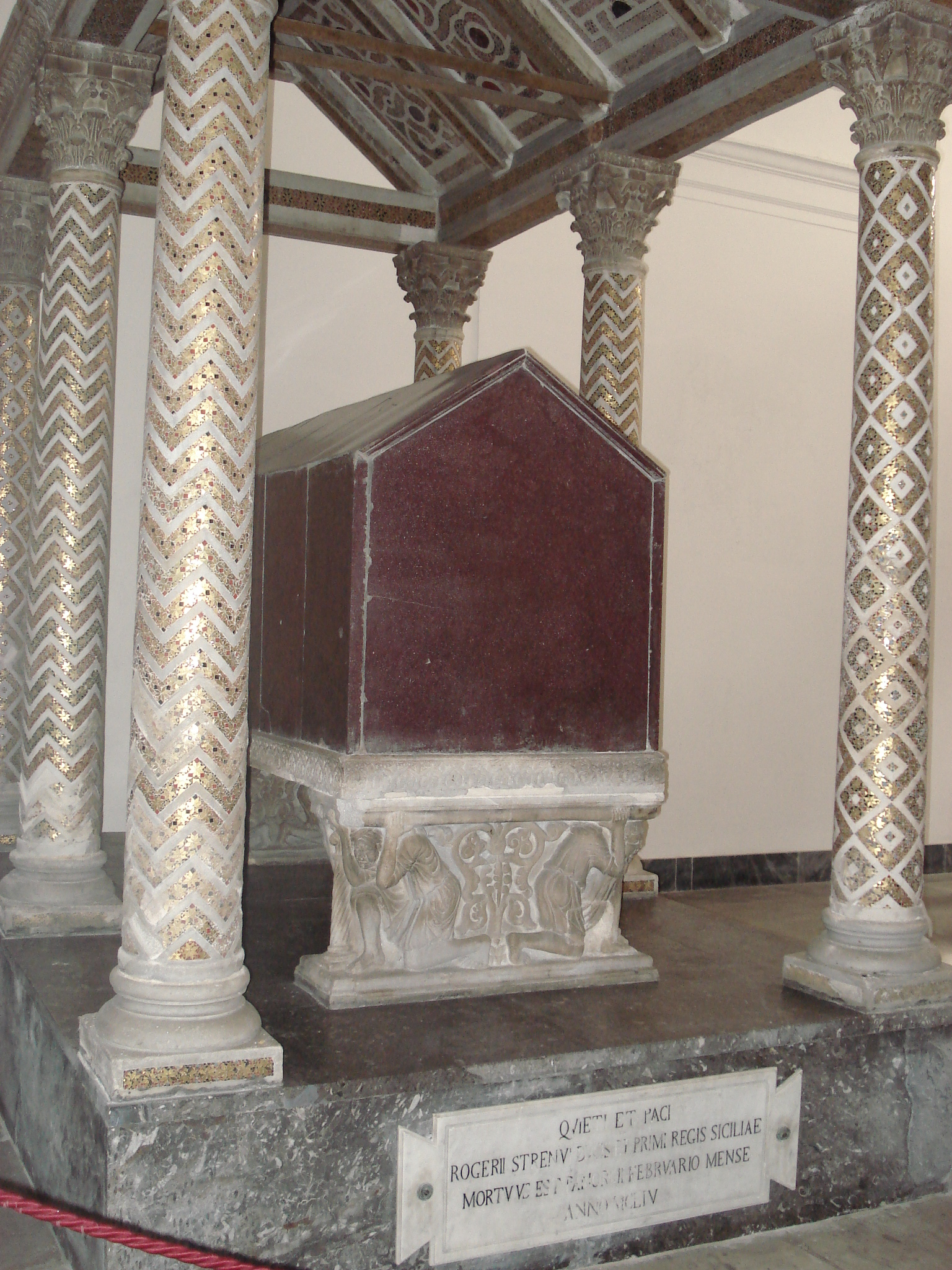
Roger II.

Nach dem Tod Friedrichs II. bildeten sich immer wieder Legenden, er sei vergiftet worden. Da er im Alter von nur 55 Jahren bei ansonsten guter Gesundheit und offensichtlich ohne Fremdeinwirkung starb, wurde über die Todesursache immer wieder spekuliert. Lange Zeit galten eine Blutvergiftung, Typhus oder Ähnliches als wahrscheinlich, doch heute wird „Morbo lupe“, also ein kolorektales Karzinom, als sichere Todesursache angenommen. Die Grabstättenuntersuchung von 1998 förderte keinerlei Hinweise auf Arsen oder ähnliche Stoffe zutage.
Zwischen dem Tod Friedrichs II. am 13. Dezember 1250 in Castel Fiorentino und seiner Beisetzung am 25. Februar vergingen mehr als zwei Monate. Die Überführung des einbalsamierten Leichnams fand entsprechend dem Wunsch des Kaisers in einer schlichten Zisterzienser-Mönchskutte statt. Bei seiner Beisetzung trug er dann wieder seine kaiserlichen Gewänder samt Prunkschwert. Krone und Reichsapfel lagen neben ihm. Friedrich II. war offenbar unversehrt, als das Grab im ausgehenden 18. Jahrhundert erstmals wieder geöffnet wurde.
Der Kupferstich, der vom Inneren des Sarkophags angefertigt und mit einer ausführlichen Beschreibung versehen im Buch I regali sepolcri del duomo di Palermo des Neapolitaner Hofhistoriographen Francesco Daniele 1784 in Neapel veröffentlicht wurde, zeigt den mumifizierten Friedrich II. mit seinem Schwert an seiner Seite. Keine äußere Veränderung gegenüber seiner Grablegung ist sichtbar.

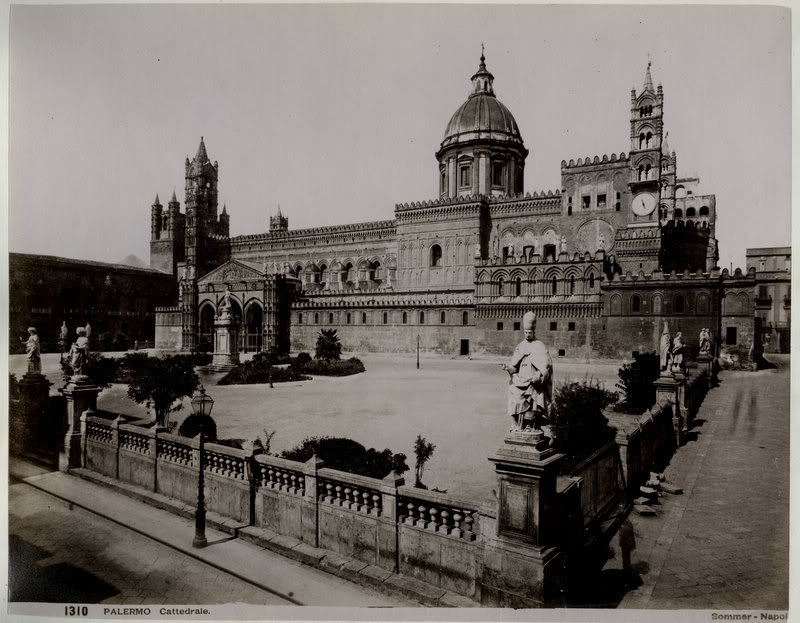
Kathedrale von Palermo um 1900

Bei der Sondierung im Jahr 1994 bot sich ein völlig anderes Bild: Im Sarg herrschte Chaos, eine Zerstörung war nicht zu übersehen. Das Schwert fehlte. Es war zunächst unklar, woher Stroh, Stofffetzen und anderes Material im Sarg stammten. Neben einer beginnenden Zersetzung muss auch Grabschändung angenommen werden, stand der Sarkophag doch während der Umbauarbeiten im 18. Jahrhundert mehrere Jahre nur mit Brettern abgedeckt im Kirchengebäude. 1998 wurde unter Leitung von Rosalia Varoli-Piazza das Grab unter einem sauerstoffarmen Zelt erneut geöffnet. Das auf Reinraumtechnik spezialisierte Unternehmen Exyte aus Stuttgart,  damals noch unter dem Namen M+W Zander, war beauftragt, den Grabraum zu untersuchen. Nur 35 Zentimeter durfte der Deckel gehoben werden, um die Totenruhe nicht zu stören, so die Auflage des Erzbischofs.

## Beschreibung
Das Kunstwerk wirkt heute – auch in Bezug auf vergleichbare Zeugnisse der damaligen Zeit – im Hinblick auf seinen Initiator Roger II. „zu monumental, zu sehr antikisierend und imperial“.  Doch darf man dabei nicht vergessen, dass Roger II. sehr an Wissenschaft und Kunst interessiert war.

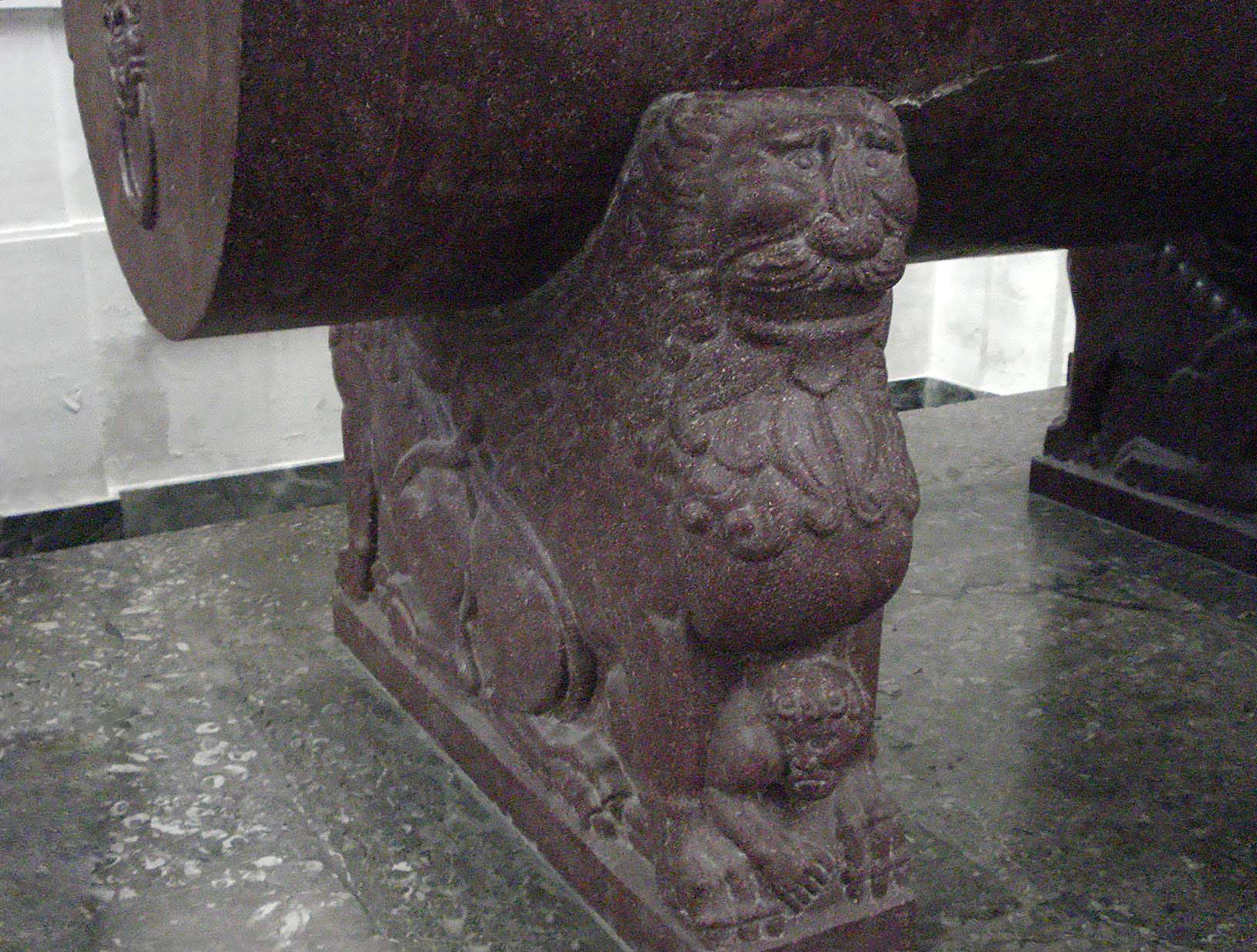
Einer der beiden Füße von Friedrichs II. Sarkophag.

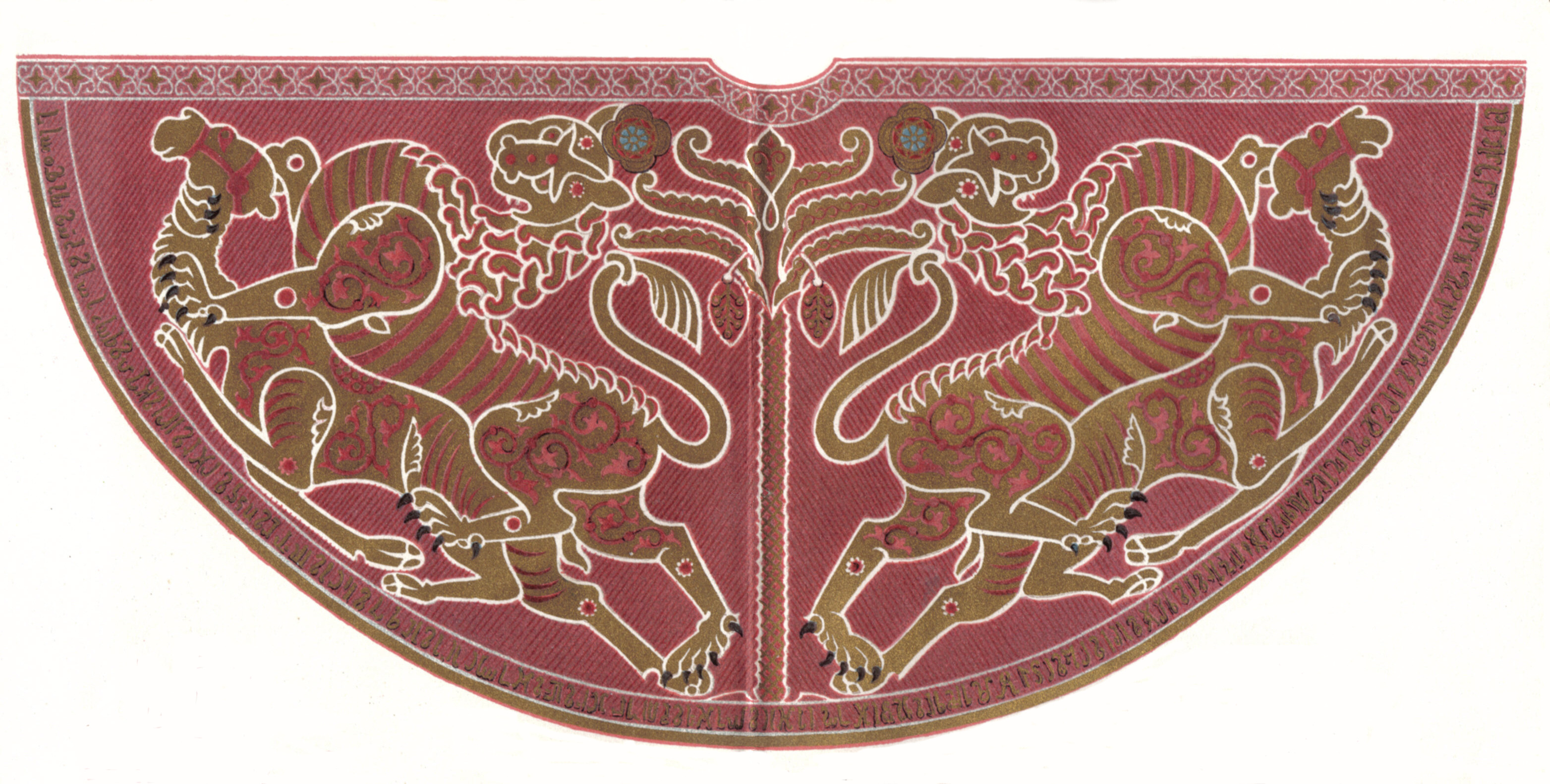
Krönungsmantel von 1133 oder 1134, wie er in Meyers Konversations-Lexikon von 1893 dargestellt wurde.

Die Urne ist eine von insgesamt vier Tumbas gleicher Größe, selben Materials und gleicher Bauart. Dies sind neben der von Kaiser Friedrich II. die seines Vaters Heinrich VI. und dessen Ehefrau, Kaiserin Konstanze von Sizilien, die sich alle in der Kathedrale in Palermo befinden, sowie die von Wilhelm I. in der Kathedrale von Monreale. Der unten gerundete, massive Sarkophag ruht auf zwei quer stehenden Trägern, die der Wölbung der Urne genau angepasst sind. Der Urnendeckel mit Giebel schließt an der breitesten, mit Gesimsstreifen verzierten Stelle. Der Giebel ist mit einer stilisierten doppelbogigen Krone verziert, offensichtlich das Zeichen, dass dieser Sarkophag ursprünglich Roger II. zugedacht war. Den Deckel zieren der Pantokrator und ein Marienbildnis sowie die symbolischen Tiergestalten der drei Evangelisten Markus, Johannes und Lukas.
Diese Sarkophagform war bis dahin weder in der Antike noch im Mittelalter bekannt. Antike Vorbilder sind kaiserzeitlich-römische Prunkmulden aus Porphyr. Diese hatten jedoch keine sepulchrale, also eine in irgendeiner Form an Totenkult erinnernde, Funktion. Eine als Grablege für Papst Clemens XII. († 1740) in der Lateranbasilika verwendete kaiserzeitlich-römische Prunkmulde ist das unmittelbare stilistische Vorbild für die Sarkophage Heinrichs VI., Konstanzes und Wilhelms I.
Interessant ist auch ein Vergleich mit dem Krönungsmantel, der heute in der Schatzkammer der Hofburg in Wien aufbewahrt wird, und der 1133 oder 1134 ebenfalls im Auftrag Rogers II. angefertigt wurde. Er zeigt auf seiner Schauseite ein Löwenpaar, das rücklings zusammensitzt und die geschlungenen Schwänze zueinander richtet, ganz so, wie es auch mit den beiden Sockeln am Grabmal dargestellt ist. Auch wenn die Schwänze beim Krönungsmantel nicht verschlungen sind, ist die Ähnlichkeit auffällig, beginnend mit der rötlichen Farbgebung.

## Wissenschaftliche Kontroverse
Als grundlegend für die historische und kunsthistorische Einordnung des Grabmals gelten die Arbeiten von Josef Deér. Joachim Poeschke versuchte in seinem 2011 erschienenen Buch Regum Monumenta, Deérs Ergebnisse zu widerlegen; er stellt die Sarkophagrochade Friedrichs II. in Frage und bestreitet insbesondere, dass die für Friedrich II. benutzten Sarkophage diejenigen seien, die Roger II. für sich anfertigen ließ. Deér habe sich mit dem Regest der angeblichen Urkunde von 1215, das nur in einem Werk des italienischen Theologen und Historikers auf dem Gebiet Siziliens Agostino Inveges (1595–1677) überliefert sei und von dort in Alphonse Huillard-Bréholles’ Quellenedition der Historica diplomatica Frederici secundi gelangte, auf eine „dubiose“ Quelle gestützt. In der von Inveges verwendeten Quelle sei das Datum 1215 am Ende der Passage über den Abtransport der Sarkophage durch Friedrich II. eingefügt worden; tatsächlich beziehe sich dieses Datum aber auf den nachfolgenden Satz, der keinen Zusammenhang mit diesem Sachverhalt habe. Eine authentische Quelle gebe es erst mit dem Rollus Rubeus aus dem Jahr 1329, also zwei Generationen nach Friedrichs II. Tod.
Thomas Dittelbach hält Poeschkes Indizienkette nicht für überzeugend. Zwar sei der Ansatz Poeschkes bemerkenswert, Friedrich II. zum eigentlichen Initiator „des gesamten Gräber-Ensembles zu erheben“. Diese neue Erkenntnis werde aber durch die langatmige Datumsdiskussion relativiert und für den Leser marginalisiert.